# Dirty Dynamite
Dirty Dynamite es el decimoséptimo álbum de estudio de la banda suiza Krokus, lanzado en 2013.
Este trabajo fue grabado en diferentes estudios suizos, y en los míticos Abbey Road Studios londinenses. Agregando otro dato alusivo a Los Beatles, el disco incluye una versión del clásico de los "Fab Four", "Help!".

## Lista de canciones
- Autores von Rohr, von Arb, Storace, salvo los indicados.

1. "Hallelujah Rock n' Roll" (von Rohr, Kohler, Storace)
2. "Go Baby Go"
3. "Rattlesnake Rumble"
4. "Dirty Dynamite"
5. "Let the Good Times Roll" (von Rohr, Kohler, Storace)
6. "Help" (Lennon–McCartney)
7. "Better Than Sex"
8. "Dög Song"
9. "Yellow Mary"
10. "Bailout Blues" (von Rohr, Kohler, Storace)
11. "Live Ma Life" (von Rohr, Kohler, Storace)
12. "Hardrocking Man"

## Personal
- Marc Storace - voz
- Fernando von Arb - teclados, bajo, guitarra, coros
- Mark Kohler - guitarra
- Mandy Meyer - guitarra
- Chris von Rohr - bajo, teclados, batería, percusión, coros
- Kosta Zafiriou - batería, percusión

Con
- Mark Fox - voz
- Tommy Heart - voz